# Help Me, Ronda
«Help Me, Ronda» es una canción escrita por Brian Wilson y Mike Love para el grupo The Beach Boys. Es la primera canción en la cual la voz principal la tiene Al Jardine. Primero fue editada en marzo de 1965 en Today! como "Help Me Ronda". Para entonces, ya había sido grabada de nuevo, y esta nueva versión fue editada en sencillo por Capitol Records en abril de 1965, titulada de nuevo como "Rhonda".
Esta canción es acerca de un tipo que está devastado cuando una chica tenía la esperanza de casarse, ella se va con otro hombre. Ahora está pidiendo a Rhonda ayuda para aliviar su dolor porque ella parece que tiene algo con él. A pesar de la letra triste, es una canción con un tempo muy ligero.
El sencillo alcanzó el número uno en los Estados Unidos, siendo su segundo número uno junto a "I Get Around". Mientras que en el Reino Unido alcanzó el puesto número veintisiete. La versión de sencillo es la más empleada en las compilaciones.

## Grabación
La versión original de la canción fue grabada en más de dos fechas en Western Recording Studios en Hollywood el 8 de enero y el 19 de enero de 1965, con Chuck Britz como ingeniero de sonido y con la producción de Brian Wilson.
Los músicos contribuyentes en la parte instrumental son: Carl Wilson, Bill Pitman, y Glen Campbell en guitarra, Billy Strange en ukulele, Ray Pohlman en bajo eléctrico, Leon Russell en piano, Hal Blaine en Batería y timbales, Julius Wechter en claves, Billy Lee Riley en armónica, Steve Douglas y Plas Johnson en saxofón tenor, y Jay Migliori en saxofón barítono. Al Jardine tiene la voz principal con Carl, Dennis, Brian Wilson, y Mike Love.
Las emisoras de radio comenzaron a cambiar la canción y Brian decidió adaptarla y grabarla de nuevo. La versión de sencillo de la canción fue grabada en Universal and Radio Recorders Studios el 24 de febrero de 1965, otra vez con Chuck Britz como ingeniero y Brian Wilson como productor. Destacado en la canción instrumental estaban The Wrecking Crew miembros como Hal Blaine en batería y Carol Kaye en bajo eléctrico. Los Beach Boys que contribuyeron en la parte instrumental eran Carl Wilson en guitarra y Brian Wilson en piano acústico y órgano Hammond B-3. La versión en sencillo tiene a Al Jardine en la voz principal con coros por Carl, Dennis y Brian Wilson, Mike Love, y Bruce Johnston.

## Interrupción
La sesión de grabación de esta canción fue interrumpida por el padre de los hermanos Wilson, Murry, quien criticó el entusiasmo de los muchachos. Sus críticas condujeron a Brian Wilson al límite, fue allí en donde Brian gritó un expletivo, se quitó sus auriculares y enfrentó a su padre. Un poco después de la defensa de sus acciones, Murry abandonó el estudio y los otros Beach Boys continuaron con la sesión. Para todo esto el grabador a cinta seguía grabando, y registró la confrontación de Brian con su padre. La grabación entera circula entre admiradores.

- Rock Cellar Magazine: "En una mirada retrospectiva, ¿por qué fue tan problemático hacer la voz solista? [en las sesiones de "Help Me Rhonda"].
- Al Jardine: Puedo cantar algo así, pero cuando se trata de ritmos no soy tan bueno como tal vez alguien más. Lo que lo hacía problemático para mí es que "Help Me Rhonda" tenía un movimiento rítmico que me pareció muy difícil, pero finalmente lo conseguí. El papá de Brian, Murry estaba tratando de ayudarme, pero era como un ciego guiando a otro ciego. Se ponía muy confuso.
Entrevista con Rock Cellar Magazine.

## Help Me, Rhonda (Relanzamiento)
La primera versión de la canción aparece en el álbum Today! como "Help Me, Ronda", lanzado el 8 de marzo de 1965. Esta versión dura alrededor de tres minutos y tiene varios "finales falsos", logrados con trucos de volumen. Esta versión es incluida en Endless Summer, álbum de compilación doble.
La versión más popular de sencillo primero fue editada el 5 de abril de 1965. Posteriormente fue incluida en el álbum de estudio Summer Days (and Summer Nights!!), editado el 28 de enero de 1965. La versión tiene un arreglo perceptiblemente muy diferente, y una palabra cambiada en la letra. La parte instrumental de esta versión fue incluida en Stack-O-Tracks de 1968, con otras canciones instrumentales.
Durante toda la canción, la frase "Get Her Out of my Heart" aparece 5 veces, la frese "help me, Rhonda, help, help me, Rhonda" aparece 18 veces, el título de la canción 41 veces, la frese "help me" aparece 43 veces, el nombre, Rhonda, aparece 45 veces y la palabre "help" se encuentra 61 veces.

## Publicación
La canción primero apareció en el álbum The Beach Boys Today! de 1965, en el EP británico Hits de 1966, como en Best of The Beach Boys Vol. 2 de 1967, la parte instrumental de la canción apareció en Stack-O-Tracks de 1968, en el exitoso álbum doble Endless Summer de 1974, en 20 Golden Greats de 1976, en Made in U.S.A. de 1986, en Summer Dreams de 1990, en el exitoso box set Good Vibrations: Thirty Years of The Beach Boys 1993, este canción fue regraba para el álbum de estudio Stars and Stripes, Vol. 1 de 1996 con T. Graham Brown como invitado, en el compilado de archivos Endless Harmony Soundtrack de 1998, en una compilación de 1999 The Greatest Hits - Volume 1: 20 Good Vibrations, en The Very Best of The Beach Boys y Hawthorne, CA ambos de 2001, en el exitoso compilado Sounds of Summer: The Very Best of The Beach Boys de 2003, en Platinum Collection: Sounds of Summer Edition de 2005, en el compilado de interpretaciones en vivo Songs from Here & Back de 2006, en el box que junta todos los sencillos del grupo U.S. Singles Collection: The Capitol Years, 1962-1965 de 2008 y en el reciente compilatorio con "canciones de amor" Summer Love Songs de 2009, en Fifty Big Ones: Greatest Hits de 2012 y
Made in California de 2013.

### En vivo
"Help Me, Rhonda" fue interpretada en numerosas apariciones en vivo como en The Andy Williams Show, programas, pequeños recitales, etcétera, hoy en día es posible ver esos videos, que datan de 1965, pero además, fue interpretada en dos álbumes en vivo: The Beach Boys in Concert de 1973 y en Good Timin': Live at Knebworth England 1980. Además Brian Wilson interpretó esta canción en vivo, y se encuentra en su álbum Live at the Roxy Theatre del 2000 y en Live – The 50th Anniversary Tour de 2013 en el marco de una reunión del grupo por su medio siglo de vida.

## En la cultura popular
Existe un episodio de la serie estadounidense ALF que se llama "Ayúdame, Rhonda" de 1986, además que el título se basa en la canción de The Beach Boys, en el episodio ALF extraña a su amiga que se llama precisamente Rhonda. "Willie" Tanner con la esperanza de contactarse con ella irradia la canción por una reproductora de casete.
En la película Cortocircuito de 1986 uno de los personajes que está atrapado le manda un mensaje al contestador de una amiga, el mensaje es la canción de The Beach Boys, que ella reconoce.
En el episodio 2 de la octava temporada de Seinfeld, Jerry emplea la expresión "Oh, help me, Ronda", cuando George le comenta que el administrador de los bienes de Susan, su novia fallecida, sospecha de que él es culpable de su muerte. 